# X2 (鉄道車両)

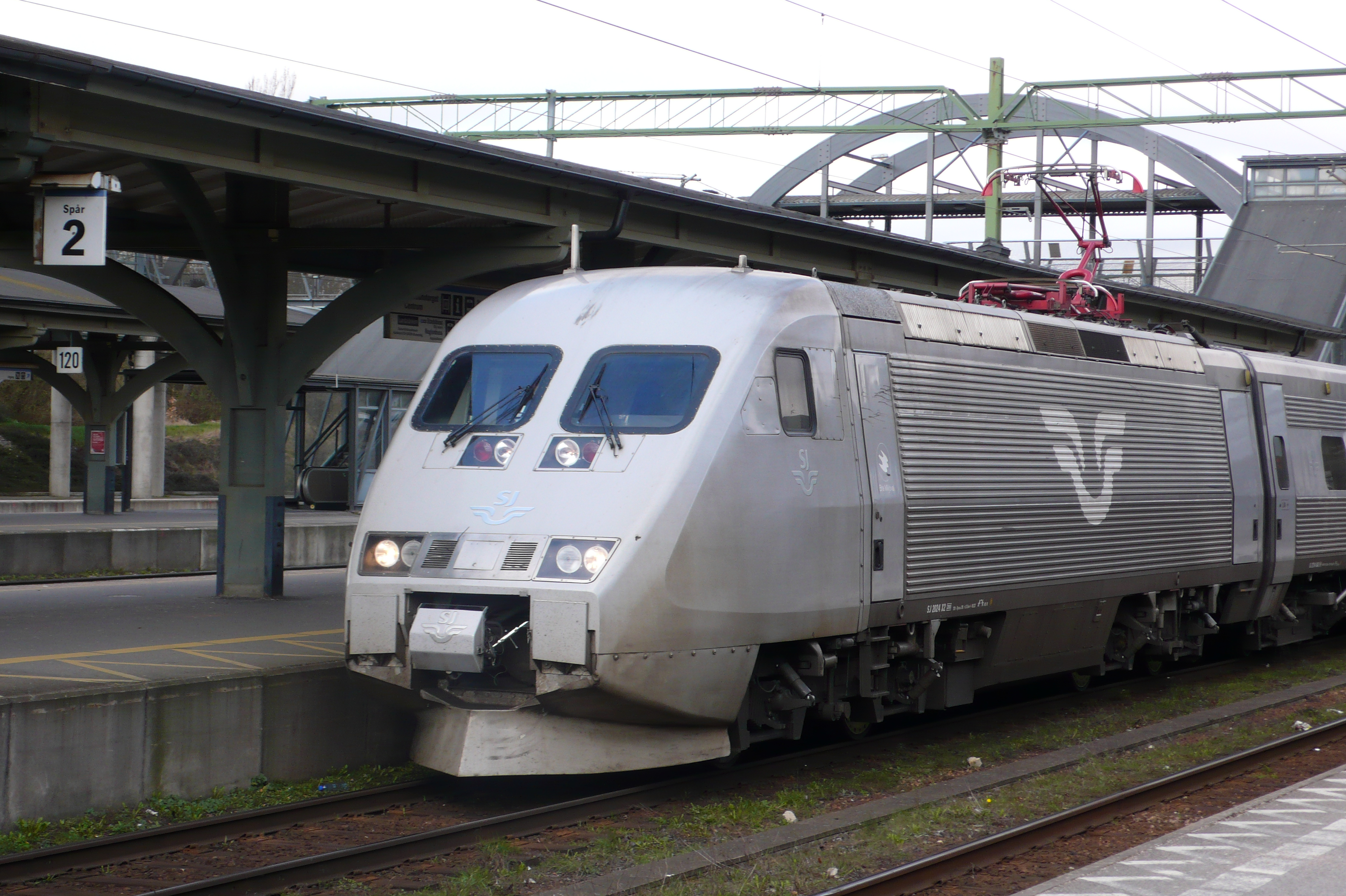
X2000として運行されるX2

X2はスウェーデンのSJ AB（国鉄株式会社）がSJ2000のブランド名で運行する高速鉄道車両またはそのシステムである。
アドトランツ社（現・ボンバルディア・トランスポーテーション ）の旧アセア・ブラウン・ボベリ社鉄道システム部門が設計開発を行い、スウェーデン国鉄（SJ）を運営していた王立鉄道委員会が1990年から営業運転を開始した。
最高運転速度は時速200 - 210kmであるが、試験走行では時速276kmを記録している。X2が選択された理由には、スウェーデンでは曲線区間が多いが、専用の高速新線を新たに建設するほど十分な輸送量がないためであった。車体傾斜式車両のX2の開発が進められることとなったが、車体傾斜式車両は高速性と快適性の利点を旅客に提供することになる。X2は制御動力車（機関車）と中間車から構成する編成で設計されているが、機関車部分は旅客を輸送することは考慮されていない。
TGVやタリスなど他のヨーロッパ諸国の高速列車と異なり、X2は車体傾斜制御で高速運転を行うため専用の高速新線を必要とせず、ペンドリーノをベースとした車両を使っているイタリア、フィンランド、スロベニア、スイス、イギリスなどのケースと同様の運用が可能である。最高速度が200km/h程度であるためTGVなどと比べると速度面では劣るが、莫大な費用が掛かる高速新線の建設費に比べ比較的安価に高速化が実現できる。
X2の出力は3,200kWで高速鉄道車両としては低い出力となっているが、車体傾斜式で曲線区間での速度を向上させることを主眼としているため、曲線以外での加速はそれほど重要視されていない。